# Георгики

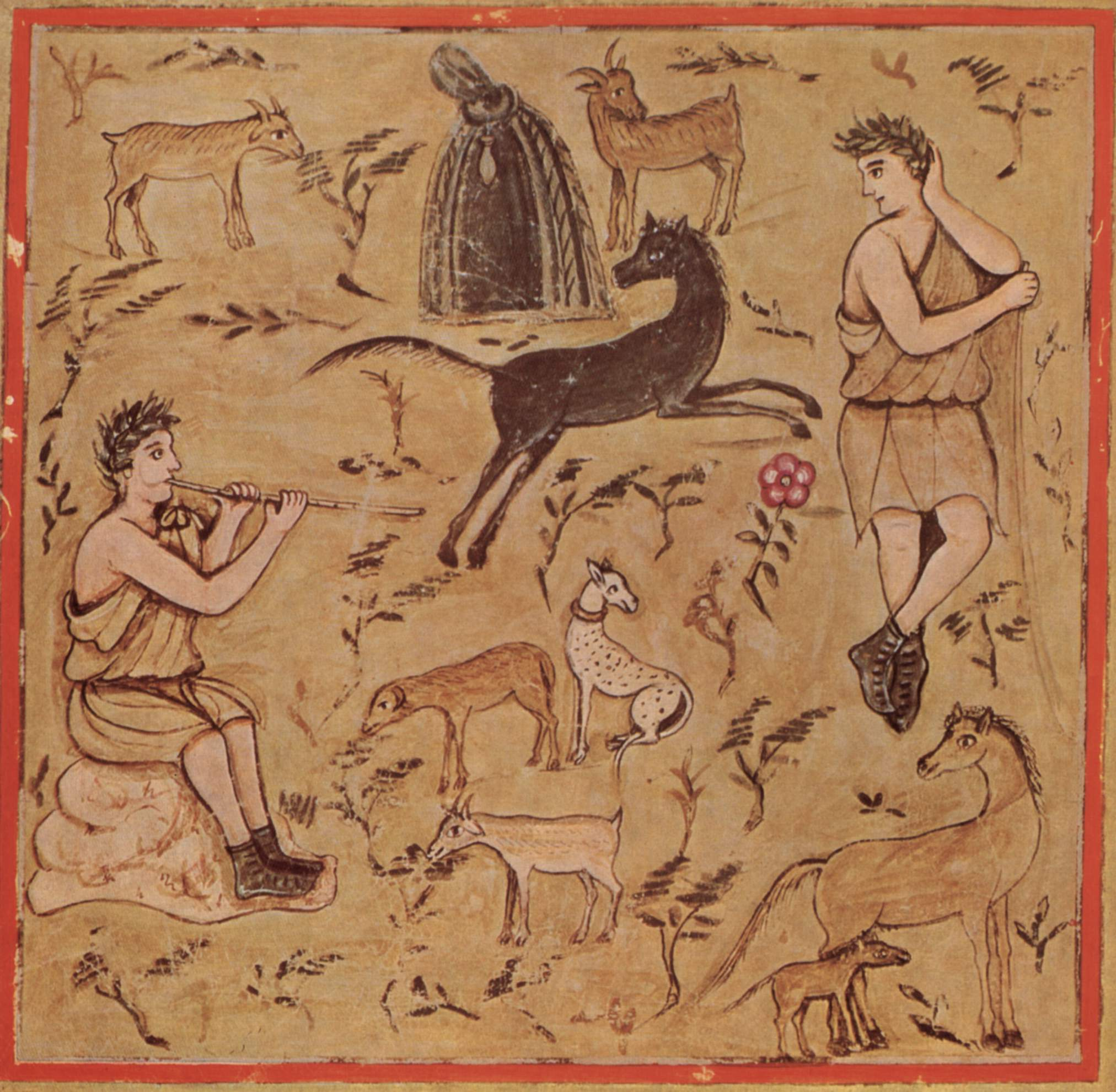
Георгики. Книга Третья, «Пастух и стадо». Миниатюра из рукописи Vergilius Romanus. V в. н. э.

«Гео́ргики» (лат. Georgica) — дидактическая поэма Вергилия в четырёх книгах, в которой речь идёт о земледелии, плодоводстве, виноградарстве, скотоводстве и пчеловодстве. Скорее всего опубликована в 29 году до н. э. Произведение опиралось на многие предшествующие источники и повлияло на многих более поздних авторов от античности до наших дней.

## Название
В широком смысле георгики (греч. γεωργεῖν — «хозяйствование на земле») — песни и поэтические произведения о сельском хозяйстве, имеющие практическое значение.

## Краткий обзор сюжета
Поэма написана гекзаметром и состоит из 2188 стихов и четырёх книг.

### Книга первая
Вергилий начинает свою поэму с резюме четырёх книг, сопровождаемым молитвой к различным сельским божествам, а также императору Августу. В качестве образца для своей поэмы Вергилий берёт работы по сельскому хозяйству Варрона, но расходится с ней довольно существенным образом. Первую половину книги занимают многочисленные технические подходы. Особый интерес представляют стихи 160—175, где Вергилий описывает плуг. Последовательность человеческих эпох, чья модель в конечном счете, восходит к Гесиоду, возраст Юпитера, его отношение к золотому веку и текущий возраст человека приводятся с намеренной напряженностью. Главное значение в успехе или провале усилий человечества книга придаёт труду и его вкладу в сельское хозяйство и иные области жизни. Кульминационным моментом является описание сильного шторма в стихах 311—350, сводящего все усилия человека на нет. После детализации различных погодных знаков и примет, Вергилий заканчивает книгу перечислением знамений, связанных с убийством Цезаря и гражданской войной, когда только Октавиан предлагает надежду на спасение из этого кризиса.

### Книга вторая
Заметную тему второй книги составляет сельское хозяйство, представленное как борьба человека против враждебного мира природы, оно часто описывается в терминах принуждения, как переход власти от Сатурна к Юпитеру. Как и первая книга, вторая начинается со стихов, обращённых к божеству и связанных с вопросами, которые собираются быть рассмотренными далее: виноградарство, деревья и маслины. В следующей сотне строк Вергилий рассматривает леса и фруктовые деревья. Подробно описаны их распространение и рост в контрастном различии между методами, которые являются естественными и те, которые требуют вмешательства человека.
Три секции по прививанию растений представляют особый интерес: представленные как чудеса изменения человеком природы, многие из примеров, приведённые Вергилием, маловероятны или невозможны. Также имеется каталог деревьев, растущих по всему миру, изложенный в быстрой последовательности, и перечень прочих произведений различных земель. Пожалуй, самый знаменитый отрывок из поэмы, Laudes Italiae или «восхваление Италии», вводится путём сравнения с зарубежными чудесами: несмотря ни на что, никакая земли не достойна похвалы так, как Италия. Фрагментом, представляющий культурный интерес, является ссылка город Аскру в стихе 176, который был знаком древнему читателю как родина Гесиода. Далее идет описание ухода за виноградными лозами, достигающее высшей точки в яркой сцене их пожрания огнём; совет относительно того, когда посадить виноградник, и другой известный отрывок из второй книги — «восхваление весны», где изображён рост зелени и красота, которая сопровождает приход весны. Далее поэт снова возвращается к дидактическому повествованию о виноградных лозах, подчеркивая их хрупкость и трудоёмкость ухода за ними. Предупреждение о повреждениях животными обеспечивает повод для объяснения того, почему козы приносятся в жертву Вакху (Бахусу). Оливковое дерево представлено противоположным виноградной лозе: оно не требует больших усилий со стороны садовода. Следующая тема описывает другие виды деревьев: те, которые производят плоды и те, которые дают полезную древесину. Затем Вергилий снова возвращается к виноградной лозе, вспоминая миф о битве лапифов и кентавров в проходе, известном как Брань Виноградных лоз. Остальная часть книги посвящена превозношению простой деревенской жизни перед коррумпированностью города.

### Книга третья
Третья книга главным образом и будто бы связана с животноводством. Она состоит из двух основных частей: первая половина посвящена выбору породы и разведению лошадей и крупного рогатого скота. Первая половина книги завершается негодованием, вызванным сексуальной жизнью разных животных. Вторая половина книги посвящена заботе и защите овец и коз и сохранению получаемых от них продуктов. В заключении описывается хаос и опустошения, вызванные чумой в Норике. Обе половины начинаются с короткой вводной части, названной proem (вступлениями). Во вступлениях призываются греческие и италийские боги, даются посвящения в честь Цезаря, как и покровителя Вергилия Мецената, а также упомянуто высокое поэтическое стремления автора и сложность подъятого материала. Наблюдаются параллели между драматическим окончания каждой половины этой книги, и притягательной силой, соответствующих им тем — любви и смерти.

### Книга четвёртая

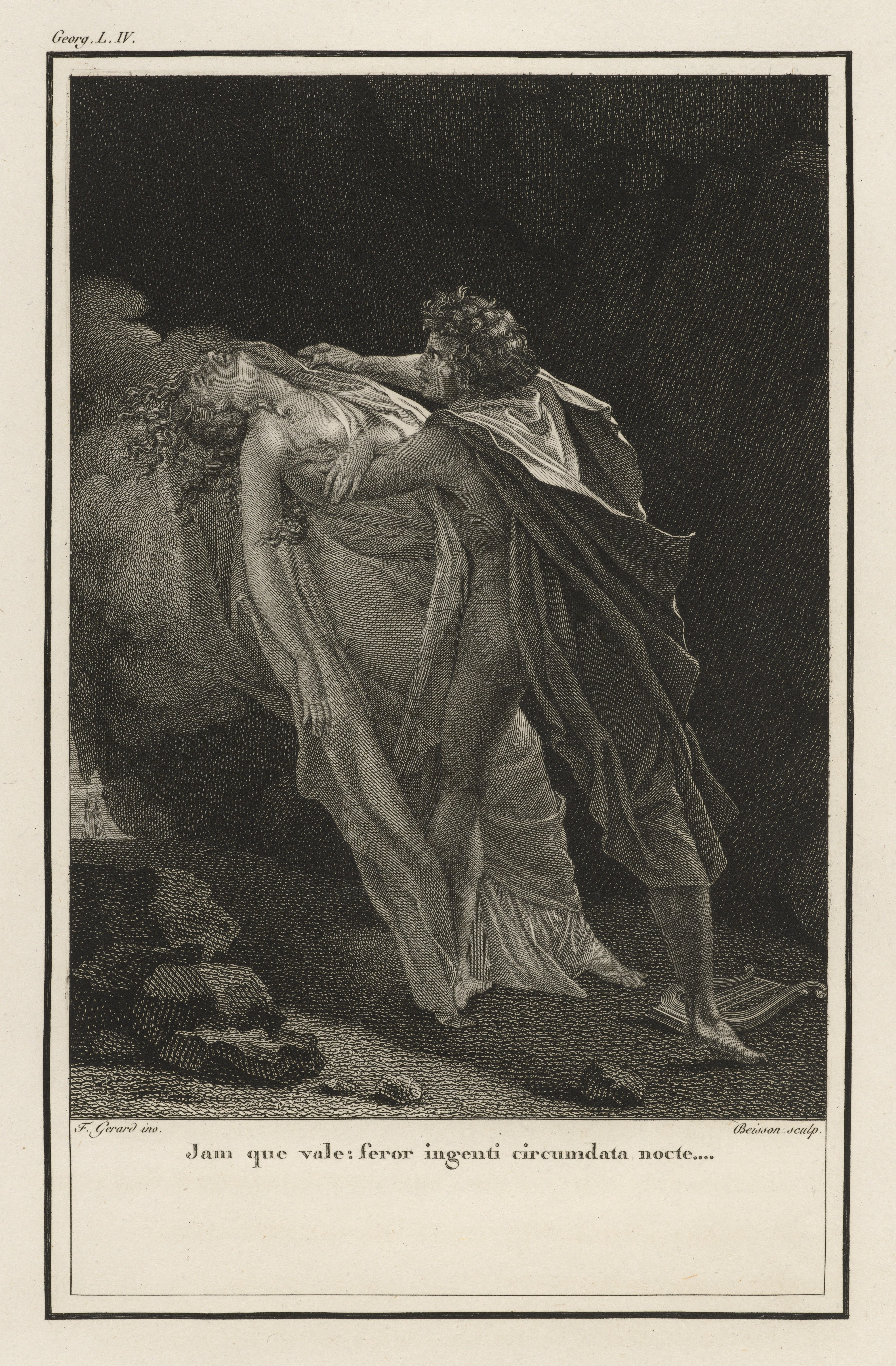
Иллюстрация 1798 года

Четвёртая книга по тональности аналогична книге второй, делится примерно пополам — первая половина (1-280) является дидактической и имеет дело с жизнью и привычками пчел, отношения которых представляют приблизительную модель человеческого общества. Пчелы напоминают человека в том, что они трудятся, подчиняются царю (царице) и отдают свою жизнь ради общества, но, в отличие от человека, испытывают недостаток в искусстве и любви. Несмотря на обладание ресурсами в рабочей силе, целая колония пчёл тоже может погибнуть. Восстановление пчелиного роя осуществляется методом «bugonia», спонтанным самозарождением из внутренностей бычьей туши. Этот процесс дважды описан во второй половине книги (281—568), а также в эпиллии Аристея со стиха 315. В этом эпиллии тон книги меняется от дидактического к эпическому и перетекает в элегию, повествуя историю Орфея и Эвридики: Аристей, потеряв своих пчел, спускается в дом своей матери, нимфы Кирены, где получает указание о том, как восстановить пчелиные семьи. Для этого он должен захватить провидца Протея, и заставить его раскрыть чей божественный дух был возмущён, и как возродить пчёл. После связывания Протея (который безуспешно меняет формы), Аристей выведывает у провидца, что он возмутил нимф, вызвав гибель нимфы Эвридики, жены Орфея. Некогда он преследовал Эвридику своей любовью, и она, убегая от него, была умерщвлена ядовитой змеёй. Протей описывает нисхождение Орфея в подземный мир, чтобы забрать Эвридику — когда Орфей уже почти достиг цели, он оглянулся и Эвридика должна была остаться в царстве мёртвых, а Орфей позднее окончил свою жизнь гибелью от рук киконских женщин. Книга четвёртая заканчивается восемью стихами «sphragis» или «печатью», излюбленной концовкой античных поэтов, где жизнь сопоставляется с победами знаменитых правителей:

Эти стихи я пропел про уход за землёй и быками
И про деревья, меж тем великий Цезарь войною
Дальний разит Евфрат и народам охотно покорным,
Как победитель, даёт законы, путь правя к Олимпу.
Сладкою в те времена был я, Вергилий, питаем
Партенопеей и цвёл, обучаясь на скромном досуге,
Песней пастушьей себя забавлял и, юностью смелый,
Титира пел я в тени широковетвистого бука.

## Происхождение и анализ сюжета

### Контекст
«Георгики» служили протестом Вергилия против распространившегося в последнее время Римской республики атеизма; поэт помогает Августу возбуждать в римлянах угасшую веру в богов и сам искренно проникнут убеждением в существовании высшего Промысла, управляющего людьми.